# David Poljanec
David Poljanec (* 27. November 1986 in Maribor) ist ein slowenischer Fußballspieler.

## Karriere
Nachdem Poljanec in seiner frühen Vereinskarriere im Nachwuchsbereich des NK Maribor gespielt hatte, wechselte er zum NK Bistrica, bei dem er in der Jugend aber auch im Herrenteam zum Einsatz kam. Die Herrenmannschaft spielte zu dieser Zeit in der Tretja Slovenska Nogometna Liga, der dritthöchsten Spielklasse des Landes, und stieg 2004/05 in die slowenische Viertklassigkeit ab. In der Saison 2004/05 war er vorrangig in der U-19-Mannschaft des Klubs mit Spielbetrieb in der 2. Mladinska Liga Vzhod aktiv und kam bei 21 Ligaeinsätzen auf 16 Treffer.
Im Sommer 2006 wechselte er nach Österreich zum in der siebentklassigen Gebietsliga West spielenden FC St. Nikolai im Sausal. Von dort aus wechselte er ein Jahr später zum SV Gleinstätten, mit dem er 2010 in die Fußball-Regionalliga Mitte aufstieg. In der nächsten Saison hatte er mit 15 Toren einen erheblichen Anteil am Klassenerhalt. Im Sommer 2011 ging er zum FC Blau-Weiß Linz, der gerade in die zweitklassige Erste Liga aufgestiegen war. 2011/12 wurde er mit 19 Toren Torschützenkönig der Ersten Liga. Im Sommer 2012 wechselte er ablösefrei zum SC Paderborn 07. Dort wurde sein Vertrag Ende Januar 2013 nach nur einem Einsatz vorzeitig aufgelöst.